# S/2005 (1862) 1
S/2005 (1862) 1 est un petit astéroïde, satellite naturel de (1862) Apollon.
Le 4 novembre 2005, une équipe d'astronomes annonça avoir détecté une lune astéroïdale en orbite autour d'Apollon, à l'aide d'observations réalisées par le radiotélescope d'Arecibo. Ce satellite, provisoirement désigné S/2005 (1862) 1, mesurerait environ 80 mètres et serait en orbite à environ 3 km d'Apollon.